# CG Весов
CG Весов (лат. CG Librae) — одиночная переменная звезда в созвездии Весов на расстоянии приблизительно 3784 световых лет (около 1160 парсеков) от Солнца. Видимая звёздная величина звезды — от +11,8m до +11,2m.

## Характеристики
CG Весов — жёлто-белая пульсирующая переменная звезда типа RR Лиры (RRC) спектрального класса A4-G0 или F1.